# Edward Owczarek
Edward Owczarek (ur. 17 sierpnia 1930 w Łobodnie, zm. 3 grudnia 2009) – polski górnik, milicjant, poseł na Sejm PRL IV kadencji.

## Życiorys
Uzyskał wykształcenie podstawowe, z zawodu był górnikiem przodowym. W 1948 został ładowaczem w kopalni „Wanda-Lech” w Nowym Bytomiu. W 1950 rozpoczął naukę w Podoficerskiej Szkole Milicji Obywatelskiej, a po jej ukończeniu pracował w milicji do 1954.
W 1953 wstąpił do Polskiej Zjednoczonej Partii Robotniczej. Po ukończeniu szkoły milicyjnej został skierowany do Międzywojewódzkiej Szkoły Partyjnej PZPR, którą ukończył w 1955. W 1956 zrezygnował ze służby w milicji i zatrudnił się w kopalni „Tokaj”. W 1963 został przeniesiony służbowo do kopalni „Szczygłowice” w Knurowie na stanowisko górnika przodowego. W 1965 uzyskał mandat posła na Sejm PRL w okręgu Rybnik, zasiadał w Komisji Przemysłu Ciężkiego, Chemicznego i Górnictwa.
Odznaczony Brązowym Krzyżem Zasługi i Odznaką Przodownika Pracy. Pochowany na cmentarzu komunalnym w Knurowie.